# Ahn Do-hyun
Dans ce nom coréen, le nom de famille, Ahn, précède le nom personnel.
AHN Do-hyun (en hangeul, coréen : 안도현) (né le 15 décembre 1961 à Yecheon) est un poète, écrivain, essayiste et professeur sud-coréen,
considéré comme faisant partie de la jeune génération de la littérature coréenne.

## Biographie
Né en 1961 à Yecheon dans la province de Gyeongbuk,
il fait ses études à l'université Dankook, faculté de littérature, puis obtient une licence de littérature et du langage à l'université Wonkwang.
Ahn est remarqué dès ses vingt ans avec deux prix obtenus pour ses poèmes : tout d'abord le prix Nakdong en 1981, et le prix Sinchun Munye organisé par le quotidien Dong-a Ilbo (catégorie poésie) en 1984. Depuis Ahn Do-hyun n'a cessé de publier des recueils de poésies, souvent récompensés.
En 1996, son roman Saumon obtient un large succès en Asie, et les diverses traductions dans le monde entier lui donne une reconnaissance internationale.
En 1998, il reçoit le prestigieux prix de poésie Sowol.
Il enseigne à l’université de Woosuk depuis 2004.
Il s'engage ensuite en politique, notamment lors de la campagne présidentielle de 2012, où il est le coprésident du siège de campagne du principal candidat à la présidentielle de l’opposition, Moon Jae-in, du Parti démocrate unifié (PDU).

## Œuvres

### Recueils de poésies
- Feux de bivouac (1989)
- 그리운 여우 Le Renard (1997)
- Le Bureau de poste au bord de la mer (1999)
- Seul et triste (2000)
- Je vais vers vous (2002)

### Contes, nouvelles, romans
- 연어 Le Saumon (1996)
- Une liaison (2002)
- 짜장면 Nouilles Tchajang (2002)

### Essais
- Assumer sa solitude (1998)

### Disponible en français
- Saumon  (trad. Yeong-hee Lim et Françoise Nagel), éditions Philippe Picquier, 2008 (ISBN 2-8097-0020-6)

## Distinctions
- Prix Nakdong (1981)
- Prix Sinchun Munye (1984)
- Prix des jeunes poètes (1996)
- Prix Sowol (1998)
- Prix littéraire Nojak (ko) (2001)
- Prix littéraire Sook (ko) (2009)

## Influences
- Les deux célèbres manhwaga Choi Kyu-sok et Byun Ki-hyun ont adapté son roman Nouilles Tchajang (짜장면) en un sonyung manhwa éponyme : Nouilles Tchajang (2003, Happy Comic Works), traduit en français chez Kana en 2005.